# Nói dối (bài hát)
"Nói dối" là một bài hát của nữ ca sĩ người Việt Nam Phương My, do nhạc sĩ người Việt Nam Lê Bá Vĩnh sáng tác. Ca khúc nằm trong album phòng thu đầu tay của cô mang tên Đến khi nào hỡi anh, phát hành vào ngày 4 tháng 3 năm 2011. "Nói dối" đã vấp phải những phản ứng cùng với đánh giá tiêu cực từ cộng đồng mạng cũng như các nhà phê bình, trở thành một trong những ca khúc gắn liền với thương hiệu "thảm họa nhạc Việt". Bài hát mang giai điệu V-pop, nhạc dance và có phần rap. Nội dung của lời bài hát chỉ đơn giản xoay quanh việc cô gái chỉ trích anh chàng bạn trai lừa dối và bị đa số nhà phê bình gọi là nhảm nhí.
Phần video âm nhạc của ca khúc được đăng tải lên YouTube vào ngày 2 tháng 5 năm 2011, gồm nhiều cảnh quay vũ đạo đơn giản nhưng tranh cãi nhất là cảnh cô hóa trang tương tự ca sĩ người Mỹ Lady Gaga với bộ tóc giả màu hồng và cặp kính to. Tương tự như ca khúc, video cũng nhận được rất nhiều ý kiến trái chiều của các nhà phê bình nghệ thuật cũng như khán giả trên YouTube với số ý kiến "không thích" nhiều hơn ý kiến "thích". Chính vì nhiều phản ứng gay gắt, tháng 8 năm 2011, trang NhacSo.net đã xóa mọi dữ liệu về Phương My cùng một thông báo trên tài khoản Facebook chính thức của họ rằng "hành động của [trang web] có thể góp phần làm trong sạch nền âm nhạc Việt Nam." Trước khi ca khúc được lan truyền, Phương My đã trình diễn "Nói dối" cho các chương trình truyền hình nhưng không được sự quan tâm. Năm 2021, Hieuthuhai và Pháo cho ra mắt ca khúc cùng tên "Nói dối", và bản gốc của Phương My đã trở thành một meme Internet để cộng đồng mạng sử dụng trên TikTok.

## Bối cảnh
"Nói dối" được Lê Bá Vĩnh sáng tác vào năm 2008. Phương My đã đưa "Nói dối" cùng với 7 bài hát khác vào album phòng thu Đến khi nào hỡi anh (2011), và lần đầu phát hành lên nền tảng phát nhạc trực tuyến Zing MP3 vào ngày 4 tháng 3 năm 2011. Nữ ca sĩ cũng đã từng phát hành video âm nhạc "Nói dối" lên Zing MP3, nhưng đến ngày 2 tháng 5, sau khi video âm nhạc được tung lên nền tảng YouTube và đã thu hút rất nhiều lượt người xem, lượt bình chọn cùng với những bình luận của cộng đồng mạng. Hầu hết đều bày tỏ sự kinh hãi sau khi nghe "Nói dối" của Phương My.
Trong một buổi phỏng vấn với VietNamNet, Phương My cho rằng "Nói dối" thực chất mang giai điệu vui tai cùng với lời bài hát xoay quanh vấn đề tình yêu và không hề nhảm nhí. Cô khẳng định rằng có nhiều bài hát khác mang ca từ "còn ghê hơn" ca khúc "Nói dối" của cô. Ngoài ra, Phương My còn bảo rằng cô chỉ muốn "mang một chút niềm vui và lạ đến khán giả" và cho rằng việc bài hát bị gán nhãn "thảm họa nhạc Việt" có thể "chỉ là một sự vô tình mà thôi." Sau "Nói dối", Phương My cho ra mắt ca khúc tiếp theo mang tựa đề "Em sợ mất anh" và cũng bị cho là một thảm họa mới.

## Sáng tác
"Nói dối" là một bài hát nhạc trẻ Việt Nam có giai điệu xập xình có thời lượng 3 phút 55 giây, đi kèm theo phần hát rap của Phương My. Ý tưởng chủ yếu xoay quanh việc My đang khiển trách một anh chàng đang nói dối và cho rằng hành vi này có thể bị người ta khinh thường và đánh mất tất cả. Ca khúc mở đầu với phần lặp lại từ "nói dối" nhiều lần và mang âm lượng nặng nề, và từ khóa này được nhắc đi nhắc lại với tần suất cao trên toàn bộ ca khúc khiến người thưởng thức cảm thấy Phương My đang "đem lời mắng chửi người yêu vào bài hát".
Tiếp đến trong phần điệp khúc, Phương My đã hoài nghi rằng bạn trai đã có tình yêu mới nên anh chàng mới nói dối cô qua từng câu: "Nói dối là anh không yêu em / Nối dối là anh không thương em." Ngoài ra sau phần điệp khúc, còn có thêm phần rap của chàng trai đang nói dối là "Anh xin thề anh không hề nói dối / Anh xin thề anh không hề dối trá." Tuy nhiên, Phương My đã tiếp tục không tin tưởng và không tha thứ, cô chỉ trích chàng trai: "Dối trá / Điêu ngoa / Dối trá mất nhau muôn đời." Đoạn rap của "Nói dối" thì bị cho là giống như "rao giảng một bài học đạo đức với giọng điệu có phần bỡn cợt" qua từng câu: "Hãy nên thật thà đừng nên nói dối / Có biết nói dối là sao không hả? / Một khi nói dối sẽ mất tất cả / Sẽ mất tất cả, có biết không hả?"

## Tiếp nhận
"Nói dối" trở thành một bài hát gắn liền với thương hiệu "thảm họa nhạc Việt" sau khi nhận được đánh giá rất tiêu cực từ phía khán giả và các nhà báo. Họ đã chỉ trích "Nói dối" vì lời nhạc của ca khúc này bị cho là lặp đi lặp lại tới mức nhảm nhí và sa đà vào kể lể đầy phản cảm, cùng với giai điệu nhạt nhẽo và khí nhạc chói tai. Chính sự nhàm chán và vô nghĩa của "Nói dối", Bảo Châu từ VietNamNet nhận xét bài hát đã "khiến nhiều người nghe liên tưởng tới điệp khúc "Da nâu" kinh hoàng của Phi Thanh Vân trước đây." Phạm Quỳnh của báo Sức khỏe và Đời sống gọi đây là "nỗi buồn" khi cho rằng chỉ duy nhất cụm từ "nói dối" là khán giả nghe rõ xuyên suốt bài hát, còn lại đều mang "ý nghĩa rỗng tuếch, khó hiểu và cách thể hiện cũng chẳng giống ai". Nhà báo dẫn ra rằng chính vì cơ quan chức năng chưa thẩm định nội dung chặt chẽ nên đó là kẽ hở để ca khúc thảm họa có cơ hội tồn tại trong làng nhạc Việt. Hiền Nhi trực thuộc báo Thanh Niên chê bai lời bài hát của "Nói dối" quá đơn giản và lảm nhảm, còn giọng của Phương My thì bị đánh giá là "cứng, thô, khiến người nghe khó chịu." Phạm Khoa từ Người đưa tin cho rằng: "Phương My [...] đã xây dựng được một lượng [người hâm mộ] nhất định trên thị trường âm nhạc. Vậy mà chỉ sau khi nghe 'Nói dối' của cô trên YouTube đã có hàng loạt ý kiến từ nay xin 'cạch mặt' để tránh 'bị xát muối vào tai'."
Trước thực trạng thảm họa như "Nói dối", nhạc sĩ Nguyễn Ngọc Thiện cho rằng dòng nhạc trẻ Việt Nam đang chịu ảnh hưởng từ phương Tây nhưng không tiếp thu chọn lọc, tạo điều kiện cho sáng tác cẩu thả và diễn xuất phóng đãng. Điều đó dẫn đến thảm họa và "trở thành một dòng chảy mặc định trong tiềm thức của khán thính giả, nhất là giới trẻ." Ngoài ra, kênh VTV còn thực hiện một Bản tin Văn Hóa với tựa "Văn hóa, thẩm mĩ trong âm nhạc" phê phán trực diện thực trạng thảm họa trong âm nhạc Việt Nam hiện nay. Trong đó, trong bản tin này còn nói thêm các ca sĩ như Phi Thanh Vân với "Tâm hồn là vĩnh cửu", Phương My với "Nói dối" và Lê Kiều Như với "Đừng yêu em..." đều phải chịu "cái nhìn nghiêm khắc về 'những thành tựu âm nhạc' mà họ đang 'cống hiến' cho khán giả."
Tháng 8 năm 2011, trang Facebook chính thức của NhacSo.net đã đưa ra thông báo chính thức về việc gỡ bỏ ca khúc khỏi hệ thống của trang web, đồng thời xóa mọi thông tin về Phương My cũng như "Nói dối" khỏi dữ liệu của trang. Nguyên nhân bắt nguồn từ việc nền tảng phát nhạc đã nhận được rất nhiều ý kiến từ người thưởng âm nhạc về những nội dung nhạc nhảm nhí, vô nghĩa hay "trái với văn hóa của Việt Nam". NhacSo.net cũng cho biết thêm sẽ tiếp tục áp dụng với các ca sĩ, nhóm nhạc tương tự Phương My với mong muốn rằng "hành động của [trang web] có thể góp phần làm trong sạch nền âm nhạc Việt Nam."

## Video âm nhạc

Phương My hóa trang thành Lady Gaga trong video âm nhạc của "Nói dối"

Ngày 2 tháng 5 năm 2011, video ca nhạc của ca khúc "Nói dối" được đăng tải lên nền tảng YouTube. Nội dung video chỉ gồm một vài cảnh lặp lại và đôi chút đơn giản như cảnh Phương My khiêu vũ chung với hai vũ công nữ, cảnh trang phục phong cách hip-hop và cảnh hát rap của Lê Bá Vĩnh. Trong video còn kèm theo một cảnh quay gây tranh cãi là cảnh nữ ca sĩ hóa trang với bộ tóc giả bóng loáng màu hồng cùng với cặp kính nhựa màu xanh "choán hết cả mặt", khiến khán giả liên tưởng đến ca sĩ người Mỹ Lady Gaga và cho rằng My bắt chước phong cách của Gaga.
Video nhận được rất nhiều ý kiến tiêu cực của khán giả trên YouTube với hơn 500 lượt thích và hơn 14.000 lượt không thích cùng 1 triệu lượt xem tính đến thời điểm cuối tháng 7 năm 2011. Không chỉ riêng phần ca khúc nhạt nhẽo cùng với lời bài hát nhảm nhí, người dùng Internet đều bày tỏ ngạc nhiên trước việc Phương My dũng cảm thể hiện bài hát dở tệ, ăn mặc trang phục kì dị và gây sốc với mong muốn được giống Gaga. Về những đánh giá trên truyền thông, hầu hết những lời bình luận về ca khúc này chủ yếu "chê bai" phần video và việc cô hóa trang thành Gaga. Một bài viết khác từ VietNamNet (dẫn lại từ Người đưa tin) cho rằng Phương My "nhái theo phong cách cô ca sĩ quái dị Gaga. Phụ họa cho những lắc lư, nhún nhảy của cô là một tràng những: 'Nói dối'... 'Nói dối'... 'Nói dối'... [...] bên Mỹ có Lady Gaga thì Việt Nam có Phương My là 'Lady ghê ghê'." Cây viết Thanh Huyền đến từ báo Pháp luật & Xã hội cho biết, nhiều thí sinh đã từng tham gia Thần tượng âm nhạc: Vietnam Idol năm 2008 đã nhận ra Phương My cũng là một trong những thí sinh năm đó, và ai cũng tỏ vẻ ngạc nhiên và bật cười khi "không hiểu tại sao cô ấy lại quay clip và hát loại nhạc nhạt nhẽo như vậy."

## Biểu diễn và sử dụng
Sau khi "Nói dối" ra mắt cho đến năm 2011, Phương My đã trình diễn bài hát này cho các chương trình truyền hình khác nhau như Lời chào Tuổi Teen và Giai điệu kết nối, nhưng không nhận được sự chú ý cao từ khán giả. Cuối tháng 12 năm 2021, nam rapper Hieuthuhai và nữ rapper Pháo cho ra mắt ca khúc cùng tên "Nói dối" và có mượn câu hát "Nói dối làm tim tan nát / Nói dối làm trái tim đau". Cũng trong tháng, bản gốc của Phương My đã trở thành một meme Internet để cộng đồng mạng sử dụng trên TikTok.

## Lịch sử phát hành
| Khu vực  | Ngày               | Định dạng                       | Nền tảng | Chú thích |
| -------- | ------------------ | ------------------------------- | -------- | --------- |
| Việt Nam | 4 tháng 3 năm 2011 | Phát trực tuyến tải kỹ thuật số | Zing MP3 | [ 2 ]     |
| Thế giới | 2 tháng 5 năm 2011 | Video âm nhạc                   | YouTube  | [ 4 ]     |